# Nectandra martinicensis
Nectandra martinicensis är en lagerväxtart som beskrevs av Carl Christian Mez. Nectandra martinicensis ingår i släktet Nectandra och familjen lagerväxter. Inga underarter finns listade i Catalogue of Life.